# Municipio de Pichucalco
El municipio de Pichucalco es uno de los 124 municipios en que se encuentra dividido el estado mexicano de Chiapas. Se encuentra en el extremo noroeste del territorio del estado, su cabecera es la ciudad del mismo nombre.

## Geografía
El municipio de Pichucalco se encuentra localizado en el extremo noroeste del territorio estatal, en los límites con el estado de Tabasco, y forma parte de la región económica denominada como Región V Norte. Su extensión territorial es de 595.087 kilómetros cuadrados que representan el 0.81% de la extensión del territorio estatal. Sus coordenadas geográficas extremas son 17° 19' - 17° 42' de latitud norte y 93° 00' - 93° 26' de longitud oeste y su altitud va desde un mínimo de 0 hasta un máximo de 1 300 metros sobre del nivel del mar, en la cima del Volcán Chichonal.
Los límites municipales corresponde al norte al municipio de Juárez; al sur limita con el municipio de Ostuacán, el municipio de Sunuapa, el municipio de Francisco León, el municipio de Chapultenango y el municipio de Ixtacomitán, al sureste limita con el municipio de Ixtapangajoya. Al oeste y al este limita con el estado de Tabasco, al oeste con el municipio de Huimanguillo y al este con el municipio de Teapa.

## Demografía
De acuerdo a los resultados del Censo de Población y Vivienda realizado en 2020 por el Instituto Nacional de Estadística y Geografía, la población total del municipio de Juárez es de 31 919 habitantes.
La densidad poblacional del municipio es de 50.1 habitantes por kilómetro cuadrados.

### Localidades
En el censo de 2020 el municipio de Pichucalco contaba con 77 localidades.
| Código INEGI      | Localidad         | Población (2020) |
| ----------------- | ----------------- | ---------------- |
| 070680001         | Pichucalco        | 15 244           |
| 070680041         | Nuevo Nicapa      | 1 555            |
| 070680086         | Napana            | 1 378            |
| Otras localidades | Otras localidades | 13 742           |
| Total municipal   | Total municipal   | 31 919           |

## Política

### Representación legislativa
Para la elección de diputados locales al Congreso del Estado de Chiapas y de diputados federales a la Cámara de Diputados federal, el municipio de Pichucalco se encuentra integrado en los siguientes distritos electorales:
Local:
- Distrito electoral local 12 de Chiapas con cabecera en Pichucalco.[8]

Federal:
- Distrito electoral federal 4 de Chiapas con cabecera en Pichucalco.[9]